# Halvars
Halvars is een plaats in de gemeente Smedjebacken in het landschap Dalarna en de provincie Dalarnas län in Zweden. De plaats heeft 77 inwoners (2005) en een oppervlakte van 13 hectare.